# Gare de Montsecret - Vassy
La gare de Montsecret - Vassy est une ancienne gare ferroviaire française de la ligne d'Argentan à Granville, située sur le territoire de la commune de Montsecret, dans le département de l'Orne, à proximité de Vassy, dans le département du Calvados, en région Normandie.

## Situation ferroviaire
Établie à 146 m d'altitude, la gare de Montsecret - Vassy est située au point kilométrique (PK) 56,770 de la ligne d'Argentan à Granville, entre les gares ouvertes de Flers et de Vire. Autrefois, avant ces deux précédentes gares se trouvaient les gares de Cerisi-Belle-Étoile et de Bernières-le-Patry.
Elle était également l'origine d'une ligne d'intérêt local à voie normale maintenant disparue : la ligne de Montsecret - Vassy aux Maures.